# 拉克韋雷
拉克韋雷是爱沙尼亚西維魯縣的一个城市型市镇，也是西维鲁县的首府。距芬蘭灣以南約20公里。市镇面积为11平方公里，2021年时人口数量为14,941人。

## 友好城市
拉克韦雷市与下列城市结为友好城市：
- 拉脱维亚采西斯
- 芬兰拉彭兰塔
- 芬兰拉普阿
- 德国吕特延堡
- 瑞典锡格蒂纳
- 立陶宛帕内韦日斯
- 格鲁吉亚塞纳基
- 匈牙利索尔诺克
- 乌克兰维什霍罗德